# Дуэль братьев. История Adidas и Puma
«Дуэль братьев. История Adidas и Puma» (нем. Duell der Brüder – Die Geschichte von Adidas und Puma) — немецкий телефильм режиссёра Оливера Домменгета, выпущенный 25 марта 2016 года.

## Сюжет
В начале 1920-х годов братья Адольф (Ади) и Рудольф (Руди) Дасслеры совместно основали собственную обувную мануфактуру в Херцогенаурахе. Они прекрасно дополняют друг друга в бизнесе: Адольф — прозорлив и мастер на все руки (именно он разрабатывает дизайн бутс), а Рудольф, виртуоз организации продаж, поэтому берёт на себя коммерческую составляющую. Во время Второй мировой войны они лишаются лицензии на производство. Рудольф должен отправиться на фронт, его брату Ади разрешено остаться в Херцогенаурахе, так как он классифицирован как незаменимый. После войны братья хотят восстановить производство обуви, однако союзные войска узнают, что компания производила оружие для нацистов во время военных действий. Только когда появляется информация, что Gebrüder Dassler сделала шиповки специально для Джесси Оуэнса, который завоевал четыре золотые медали на Олимпийских играх 1936 года, они отказываются от плана взорвать фабрику.
Тем не менее напряжённость между братьями нарастает. Руди считает, что Адольфу удалось избежать военной службы благодаря своим политическим связям. После поражения Германии во Второй мировой войне он очерняет брата перед оккупационными властями, заявляя, что во время войны тот использовал на заводе подневольный труд. Доверительные отношения между братьями сходят на нет. Вскоре они решают сообщить сотрудникам компании, что хотят разделить бизнес на два отдельных производства. Бо́льшая часть рабочего персонала переходит в Adidas, в том числе сапожники. В свою очередь отдел продаж практически в полном составе уходит за Рудольфом, который намеревается создать компанию — прямого конкурента брата, под названием Puma (в честь своего прозвища времён молодости, намекающего на любовные похождения).
Наблюдая за тренировкой футболистов Адольфу приходит в голову идея добавить три белые полоски на эмблему своей обуви. В этих бутсах сборная Германии выигрывает финал чемпионата мира по футболу 1954 года, на котором Ади является консультантом по экипировке. После игры он обнаруживает записку от своего брата, в которой тот поздравляет его с тем, что он всё сделал правильно.

## В главных ролях
- Кен Дюкен[нем.] — Адольф Дасслер
- Торбен Либрехт[нем.] — Рудольф Дасслер
- Хенк Буххольц — Армин Дасслер
- Дэвид С. Баннерс — Джозеф Вайтцер
- Надя Беккер — Фридл Штрассер-Дасслер

## Историческая справка
В 1920 году к Адольфу Дасслеру перешёл семейный бизнес отца, который специализировался на производстве войлочных тапочек. В 1924 году к компании присоединился его старший брат Рудольф. Как и Рудольф, Адольф Дасслер являлся членом НСДАП с мая 1933 года. Адольф был призван в Вермахт в начале Второй мировой войны, но уже через год смог вернуться в свою компанию. Рудольф Дасслер был вынужден уйти на фронт и через год после окончания войны был освобожден из американского плена. Впоследствии Адольф и его обувная компания стали объектом расследования в рамках процесса денацификации, так как в военное время фабрика производила противотанковое оружие Panzerschreck и использовала французских подневольных рабочих. За это время братья поссорились и не разговаривали до самой смерти. Адольф прославился тем, что привёл к успеху компанию Adidas, Рудольф — компанию Puma.

## Производство

### Кастинг
В сентябре 2015 года было объявлено, что компания RTL планирует снять фильм о братьях Дасслер, с рабочим названием Die Sneakergianten (Гиганты спортивной обуви). Фильм был спродюсирован Zeitsprung Pictures и G5 fiction, режиссёром выступил Оливер Домменгет, сценарий был написан Кристианом Шнальке. В качестве главного консультанта был приглашены режиссёр-документалист Стефан Лэмби и историк Грегор Шёлльген из Университета Эрлангена-Нюрнберга. Главные роли братьев исполнили Кен Дюкен (Ади) и Торбен Либрехт (Рудольф).

### Съёмочный процесс
Фильм был снят в течение 21 дня весной 2015 года. Основная часть съёмок проходила в городе Бад-Мюнстерайфеле, из-за плотной исторической застройки и почти полностью сохранившейся городской стены. Сцены на фабриках были отсняты на ныне не действующей мануфактуре в Вермельскирхене. Интерьеры виллы Дасслеров снимались в Вуппертале, а сцены на открытом воздухе — в Юлих-Бармене. Часть сцен финала чемпионата мира по футболу 1954 года (ближе к концу фильма), была снята в Золингенском университете, в районе Олимпийского стадиона, и в муниципалитете Грамцов, на северо-востоке Бранденбурга. Также в конце фильма фигурирует реконструированный Янкампфбанский стадион в Золингене.

### Выпуск
Компания Film- und Medienstiftung NRW поддержала проект  выделив 1,5 миллиона евро, дополнительные средства поступили от Medienboard Berlin-Brandenburg.
Перед его премьерой фильм был показан сотрудникам Puma. В феврале 2016 года состоялся пресс-показ. Во время телевизионной премьеры на канале RTL фильм посмотрело в общей сложности 4,94 миллиона зрителей (14,9% от общей доли рынка). Несмотря на высокие рейтинги, лента получила много негативных отзывов от представителей прессы в преддверии своей первой трансляции. Основная претензия заключалась в возможной фальсификации истории Дасслеров.

## Отзывы критиков
Клаус Брауэр из Die Welt писал: «В фильме присутствуют хорошие актеры, отличные декорации, живая музыка, быстрый монтаж и слишком современный язык […] Сценарист Шнальке и режиссёр Оливер Домменгет, безусловно улавливают некоторые исторические истины, но тем больше они добавляют всевозможных вымышленных вольностей, которые не оставляют существенного пространства для глубины».
Аксель Вольфсгрубер из Focus Online отмечал: «Подлинная история Дасслеров сложна и в то же время очень эмоциональна. Об этом нужно говорить медленно и без лишней суеты, чтобы можно было раскрыть психологию актеров, стоящую за  действиями центральных лиц. Стандартные хронометражные рамки фильма не идут на пользу сюжету. Режиссёр хочет многого, слишком многого и не успевает уместить всё, что задумал, в отведённое время».
Однако были и положительные отзывы, например, от Уве Ритцера из Süddeutsche Zeitung: «Фильм RTL полностью соответствует заложенным в него эмоциям: родные братья становятся заклятыми соперниками. В итоге превращаясь в озлобленных, самоуничижительных оппонентов. Известные актеры Кен Дюкен и Торбен Либрехт показывают Ади и Руди Дасслера такими, какими они, несомненно, были: эгоманьяками».